# Zanthoxylum lemairei
Zanthoxylum lemairei är en vinruteväxtart som först beskrevs av De Wild., och fick sitt nu gällande namn av Alma May Waterman. Zanthoxylum lemairei ingår i släktet Zanthoxylum och familjen vinruteväxter. Inga underarter finns listade i Catalogue of Life.